# Genieridium margareteae
Genieridium margareteae là một loài bọ cánh cứng trong họ Bọ hung (Scarabaeidae).